# Acetilè
L'acetilè (o acetilé) o etí és l'alquí més senzill. És un gas altament inflamable, una mica més lleuger que l'aire, incolor i posseeix una olor característica d'all. El principal ús de l'acetilè es realitza en el tall i la soldadura de metalls en combustió amb l'oxigen.

## Obtenció
En petroquímica s'obté l'acetilè a través de quenching (refredament ràpid) d'una flama de gas natural o de fraccions volàtils del petroli amb olis d'alt punt d'ebullició. El gas és utilitzat directament a planta com a producte de partida en síntesi. Un procés alternatiu de síntesi, més apte pel laboratori, és la reacció de l'aigua amb el carbur de calci (CaC₂); formant hidròxid de calci i acetilè, el gas format en aquesta reacció normalment té una olor característica d'all deguda a la fosfina formada a partir del fosfur de calci present como impuresa:
CaC₂ + 2H₂O → Ca(OH)₂ + C₂H₂

## Combustió

### Completa
C₂H₂ + 5/2O₂ → 2CO₂ + H₂O

### Incompleta
2C₂H₂ + 3O₂ → 4CO + 2H₂O

### Reduïda
2C₂H₂ + O₂ → 4C + 2H₂O

## Característiques
La descomposició de l'acetilè és una reacció exotèrmica. Té un poder calorífic de 12.000 kcal/kg. La seva síntesi normalment necessita elevades temperatures durant alguna de les seves etapes o que se li proporcioni energia química d'alguna altra manera.
L'acetilè és un gas explosiu si el seu contingut a l'aire està comprès entre el 2 i el 82%. També explota si es comprimeix sol, sense ser dissolt en cap altra substància; per tant, per guardar-lo es dissol en acetona, un dissolvent líquid que l'estabilitza.

## Aplicacions

### Primers usos (seglexx)
A principis del segle xx, l'acetilè tenia múltiples aplicacions degut a la fermesa de la seva llum, la seva potència calorífica, la seva facilitat d'obtenció i el seu baix cost. Els aparells generadors també s'havien perfeccionat, i quasi tots ells utilitzaven el sistema en què l'aigua cau sobre el carbur, de manera graduada de manera que, a través de diversos jocs de vàlvules, palanques i contrapesos, es pugui intentar evitar la sobreproducció del gas que danyava als aparells anteriors.
L'acetilè s'utilitzava en generadors, en làmpades de mineria o en els bufador oxiacetilènic utilitzat per la soldadura autògena produint temperatures de fins a 4000 °C, l'enllumenat de projectors per a la marina i cinematògrafs. La majoria dels automòbils utilitzaven també a principis del segle fars amb aparells autogeneradors d'acetilè. Arribant a construir diversos aparells de salvament com cinturons, armilles, boies... en l'interior del qual i en un depòsit ad hoc portaven una dosis de carbur de calci disposat de manera que al posar-se el carbur en contacte amb l'aigua es produïa el gas acetilè.

### Actualitat
L'acetilè s'utilitza com a font d'il·luminació i de calor. A la vida diària l'acetilè és conegut com a gas utilitzat en equips de soldadura a causa de les elevades temperatures (fins a 3000 °C) a les quals arriben les mescles d'acetilè i oxigen durant la seva combustió. L'acetilè és, a més, un producte d'inicial important a la indústria química. Fins a la segona guerra mundial, una bona part dels processos de síntesi utilitzaven l'acetilè com a element important. Avui en dia, perd cada vegada més importància a causa dels elevats costos energètics de la seva generació. Dissolvents com el tricloretilè, el tetracloretà, productes de base com viniléters i vinilésters i alguns carbocíclics (síntesi segons Reppe) s'obtenen a partir de l'acetilè. També s'utilitza especialment en la fabricació del clorur de vinil per a plàstics, de l'etanal (acetaldehid) i dels neoprens del cautxú sintètic.

## Transport
L'acetilè es transporta en cilindres d'acer, dissolt en acetona a una pressió de 15 atmosferes. Cal prendre aquestes precaucions en envasar perquè el gas sol, sotmès a pressions superiors a 2 atm, tendeix a esclatar violentament.

## Perills
Aquest gas pot causar vertigen, embotiment, mal de cap o asfíxia, si és inhalat.